# Vrtalnik tunelov
Vrtalnik tunelov (TBM - Tunnel Boring Machine, angleški vzdevek "mole") je naprava za vrtanje tunelov oziroma predorov. Lahko vrta skozi različne materiale, kot je skala, zemlja ali pa pesek. Nekateri TBMji lahko tudi polagajo betonske bloke, ki delujeo kot stena tunela. Premer TBMjev je lahko je lahko samo 1 meter (mikro TBM) pa vse do 20 metrov. Za krajše predore se uporablja drugačne tehnologije, kot npr. direkcijsko vrtanje. Za razliko od drugih načinov kopanja kot npr. vrtanje in miniranje, je pri z TBM izkopanimi tuneli presek skoraj popoln in gladek krog.  Različna spreminjajoča geološka sestava lahko kdaj povzroča probleme, če je npr. TBM prirejen za eno vrsto materiala. 
Z uporabo TBM ni potrebno miniranje, ki lahko škodljivo vpliva na stavbe npr. vrtanje tunelov za podzemno železnico. Je pa cena v nekaterih primerih lahko višja, npr. če vrtamo kratek predor se ne splača uporabljati TBM. TBMji so zelo veliki, težavni za transport, na mestu vrtanja jih je treba prinesti v kosih, kjer jih specializirani delavci spet sestavijo. TBMji so hitrejši kot drugi načini kopanja tunelov. 
Največji TBM je imel premer 19,25 metrov, izdelalo ga je podjetje Herrenknecht AG za tunel Orlovski v Sankt Peterburgu, Rusija. TBM je bil zgrajen za kopanje v mehki zemlji s peskom in glino. Podjetje Herrenknecht AG je tudi zgradilo največji TBM za kopanje v trdo skalo, "Martina" je imela premer 15,62  metrov (presek 8192 m2) in je bila dolga 130 metrov, težka 4500 ton in je imela 18 MW pogon. 